# Університет Отто фон Ґеріке
Університет Отто фон Ґеріке (нім. Otto-von-Guericke-Universität) — німецький університет, розташований у місті Магдебург, земля Саксонія-Ангальт. В університеті навчається понад 14000 студентів.

## Історія університету
Створений 3 жовтня 1993 року в результаті об'єднання трьох вузів: Технічного університету, Педагогічної вищої школи та Медичної академії Магдебурга.
Університет назвали на честь всесвітньо відомого німецького фізика, інженера і філософа Отто фон Ґеріке.

## Структура
Факультети
- Економічний факультет
- Філософський факультет
- Соціологічний факультет
- Медичний факультет
- Машинобудівний факультет
- Математичний факультет
- Факультет інформатики
- Факультет електротехніки та інформаційних технологій
- Факультет гуманітарних наук
- Факультет природничих наук
- Факультет процесів та інженерних систем

Університет має в своєму розпорядженні власну клініку, де студенти медичного факультету під керівництвом досвідчених професорів проходять практику в області імунології, онкології, трансплантації органів та інш.
В університеті діють Бібліотека, Центр педагогічної освіти, Мовний центр.

## Світлини

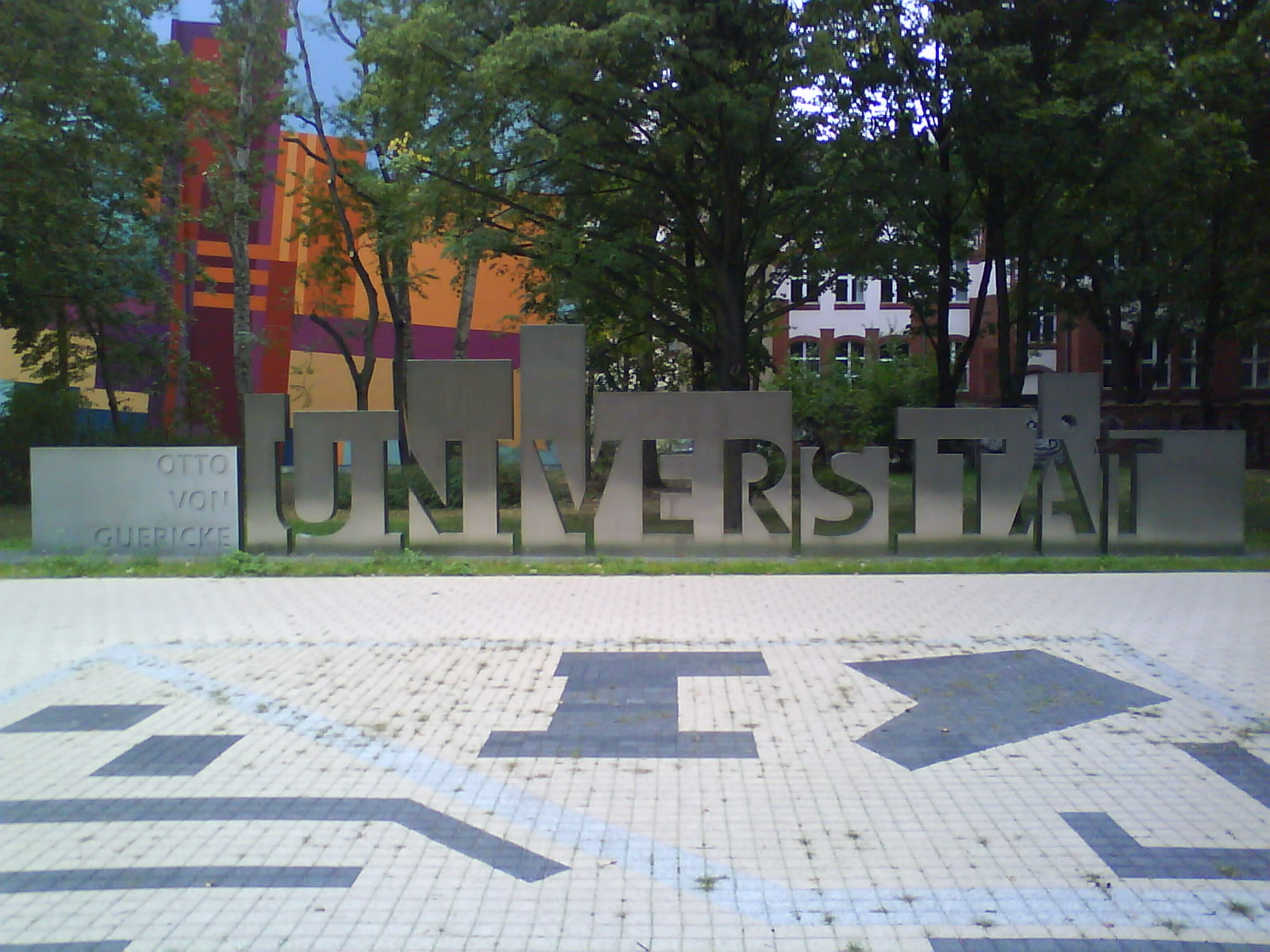
border
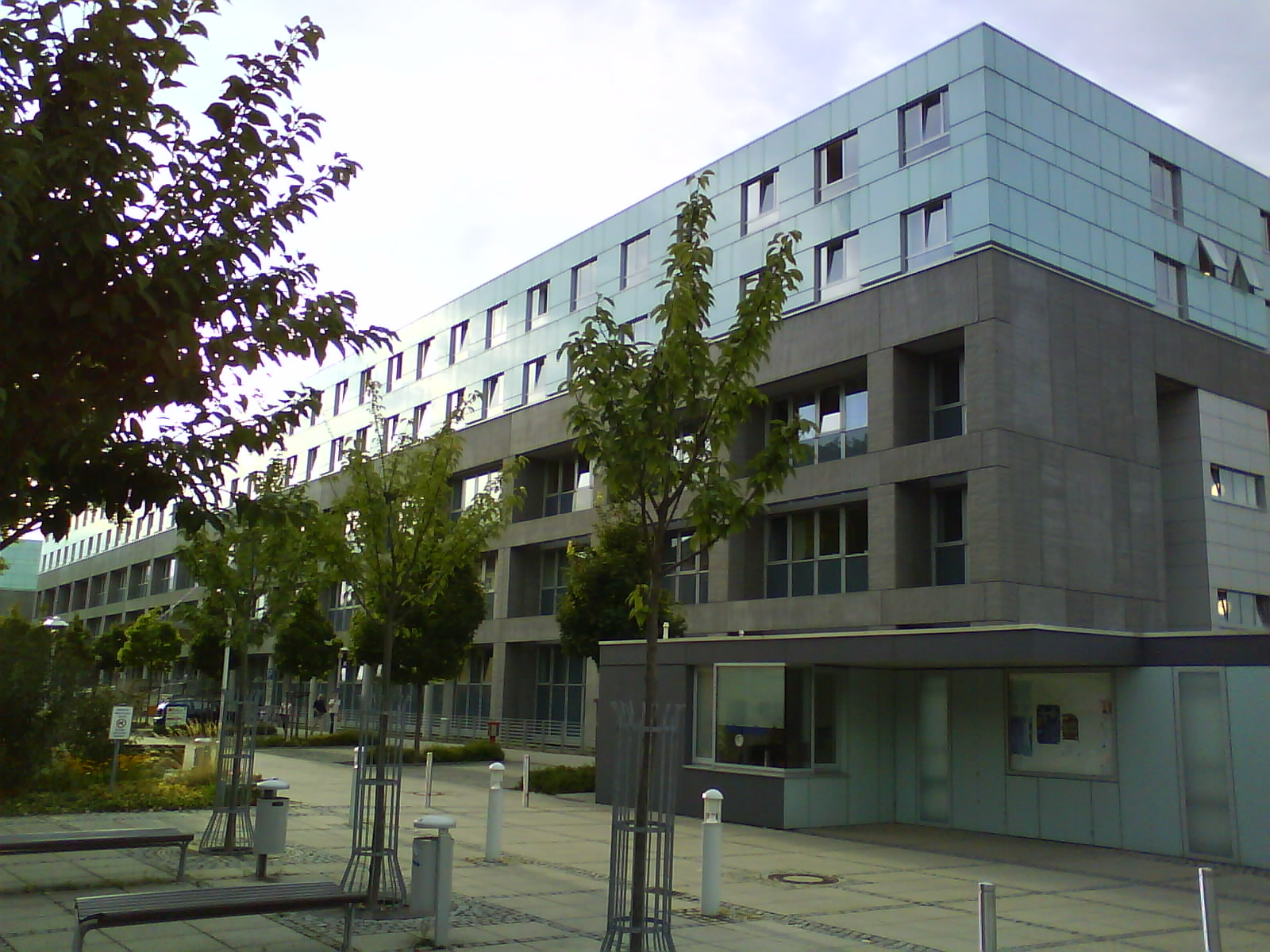
Університетська клініка
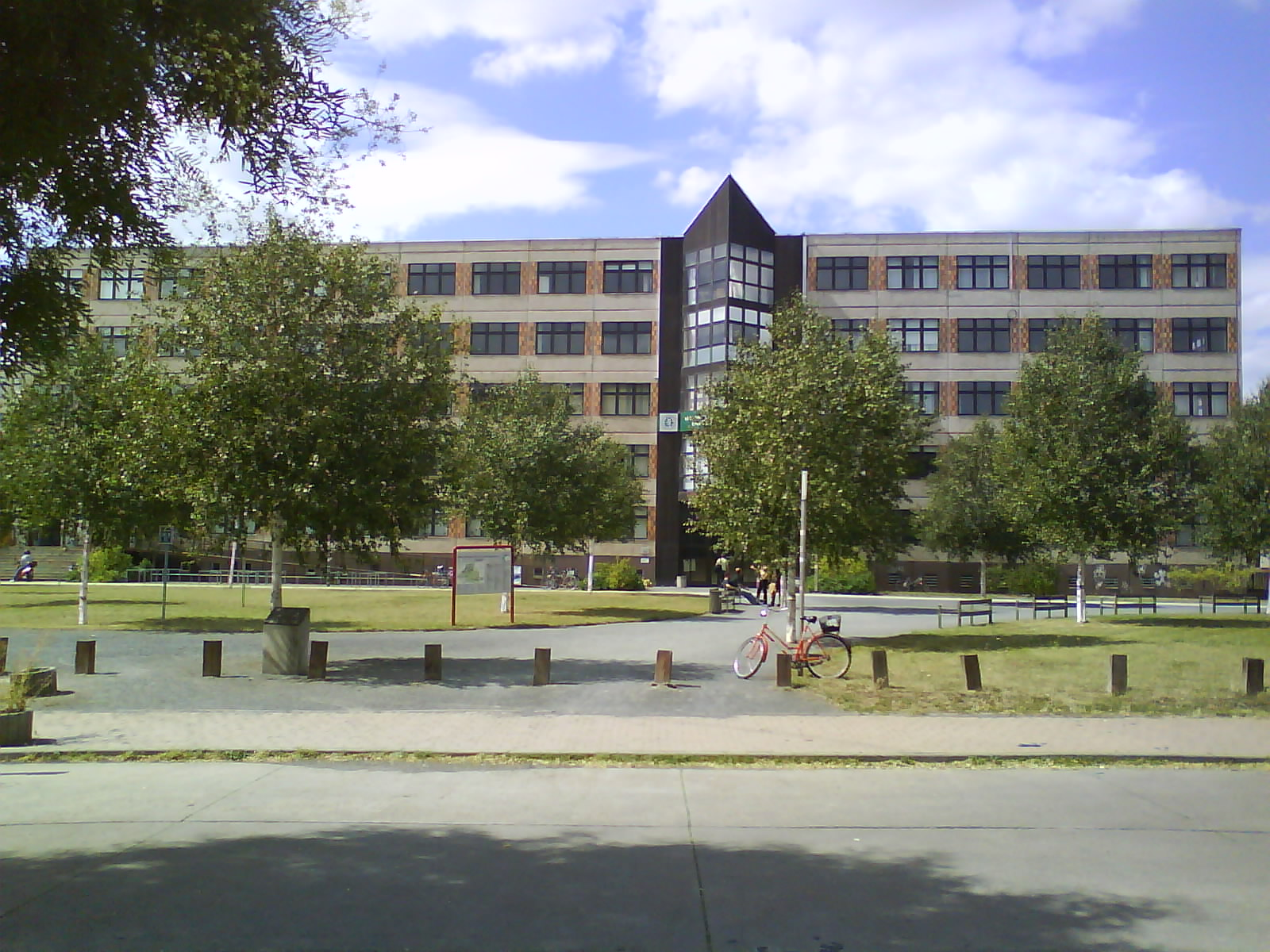
Факультет гуманітарних наук
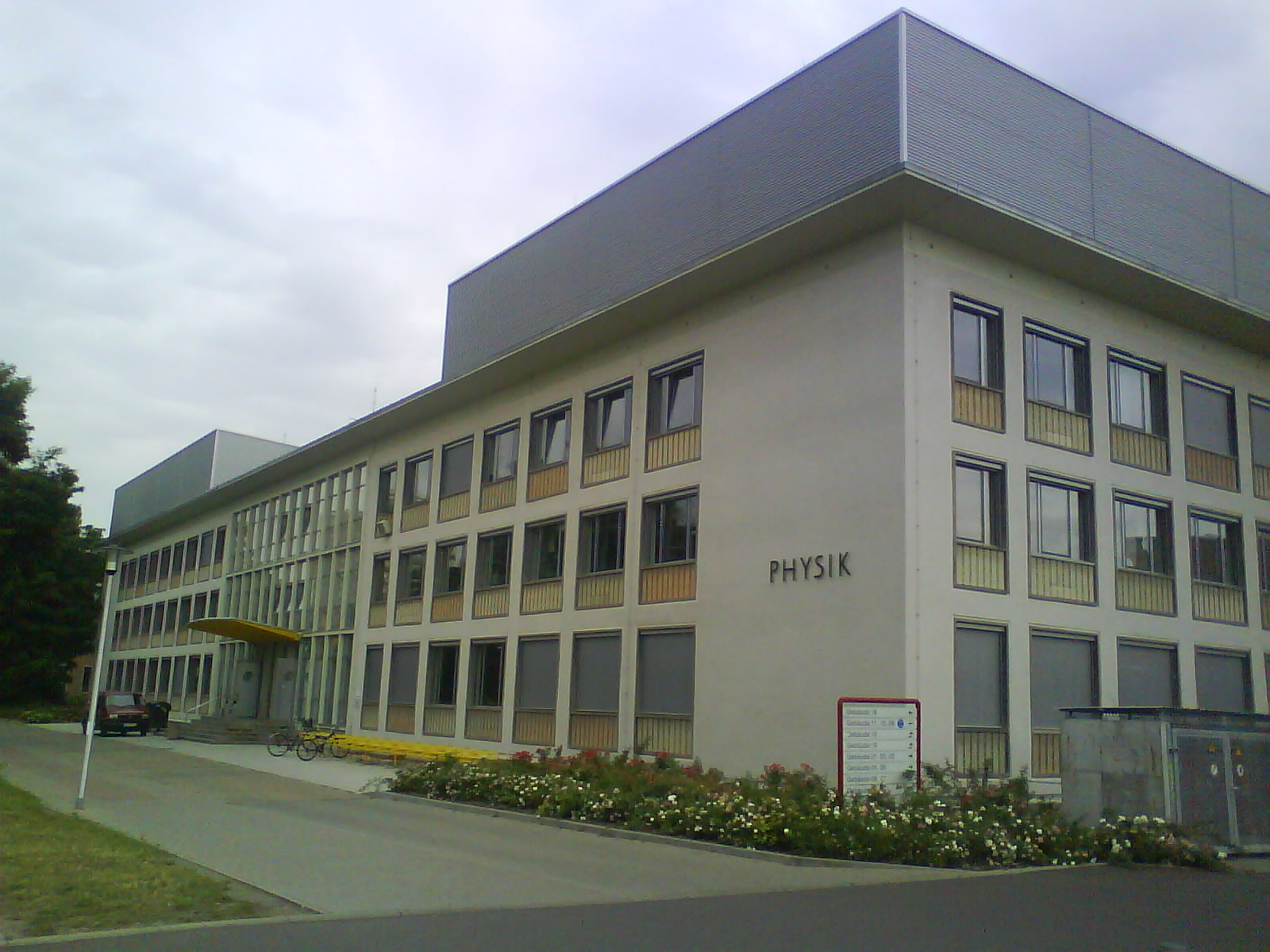
Факультет природничих наук
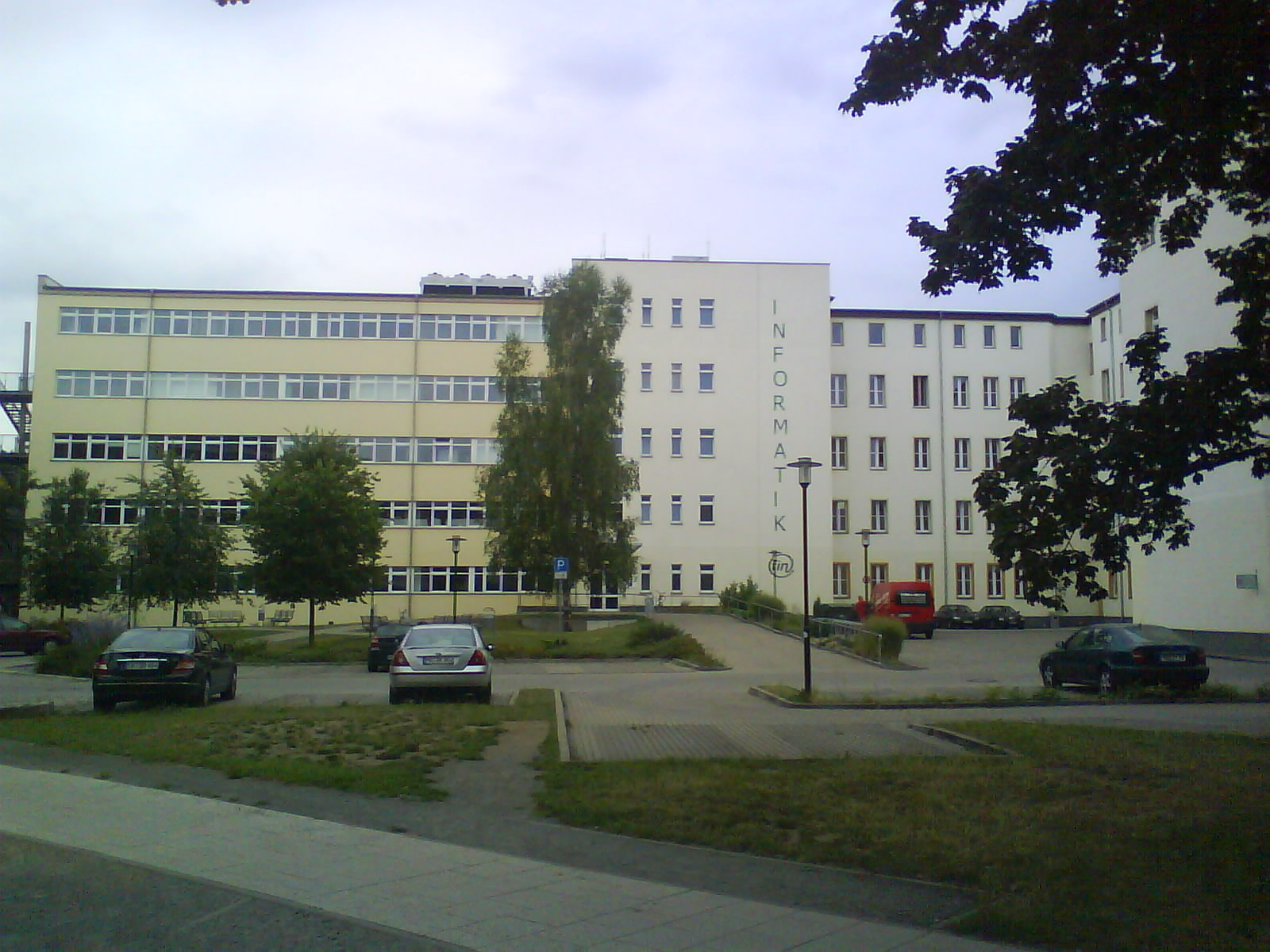
Факультет інформатики
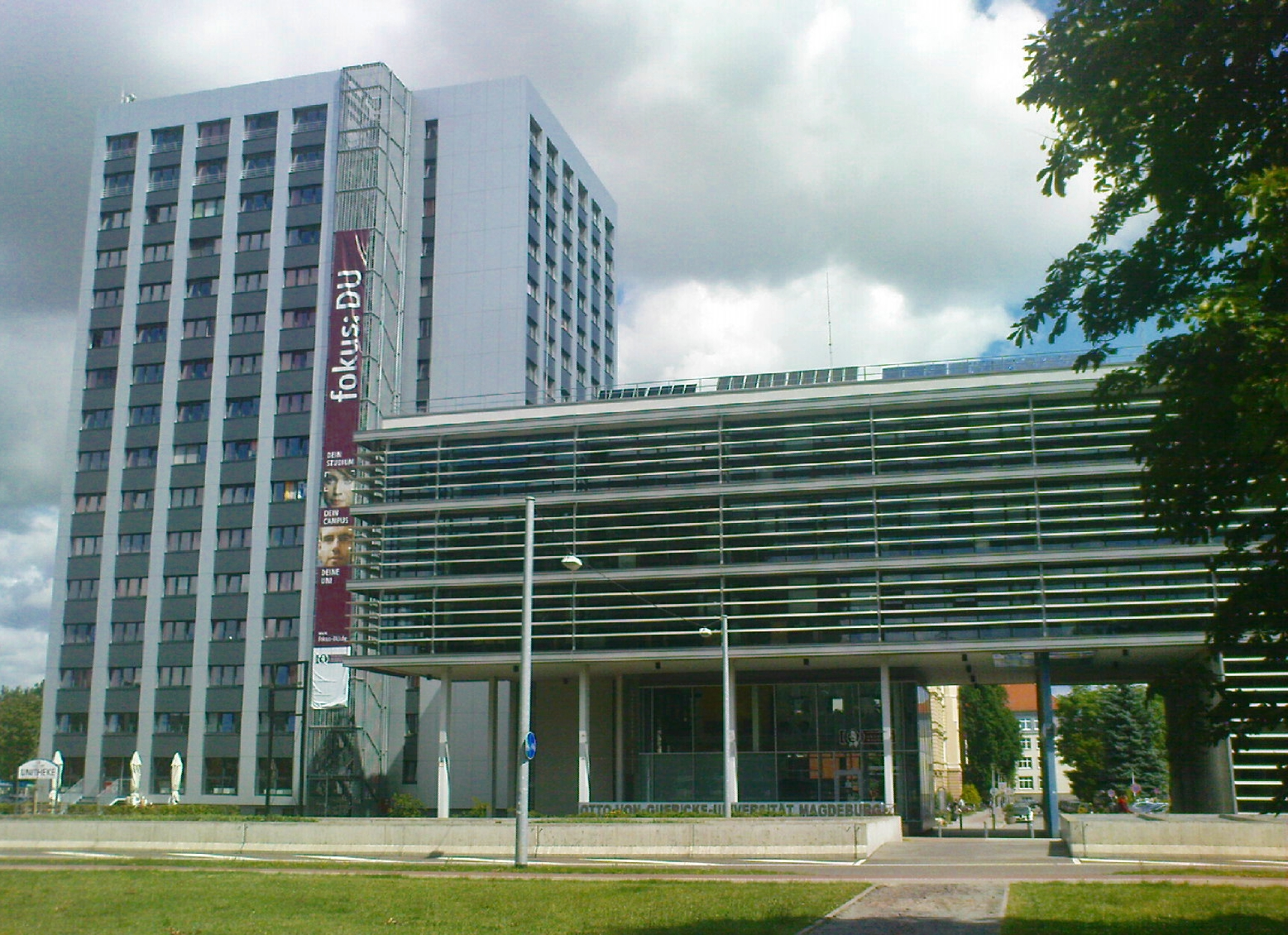
Факультет електротехніки та інформаційних технологій
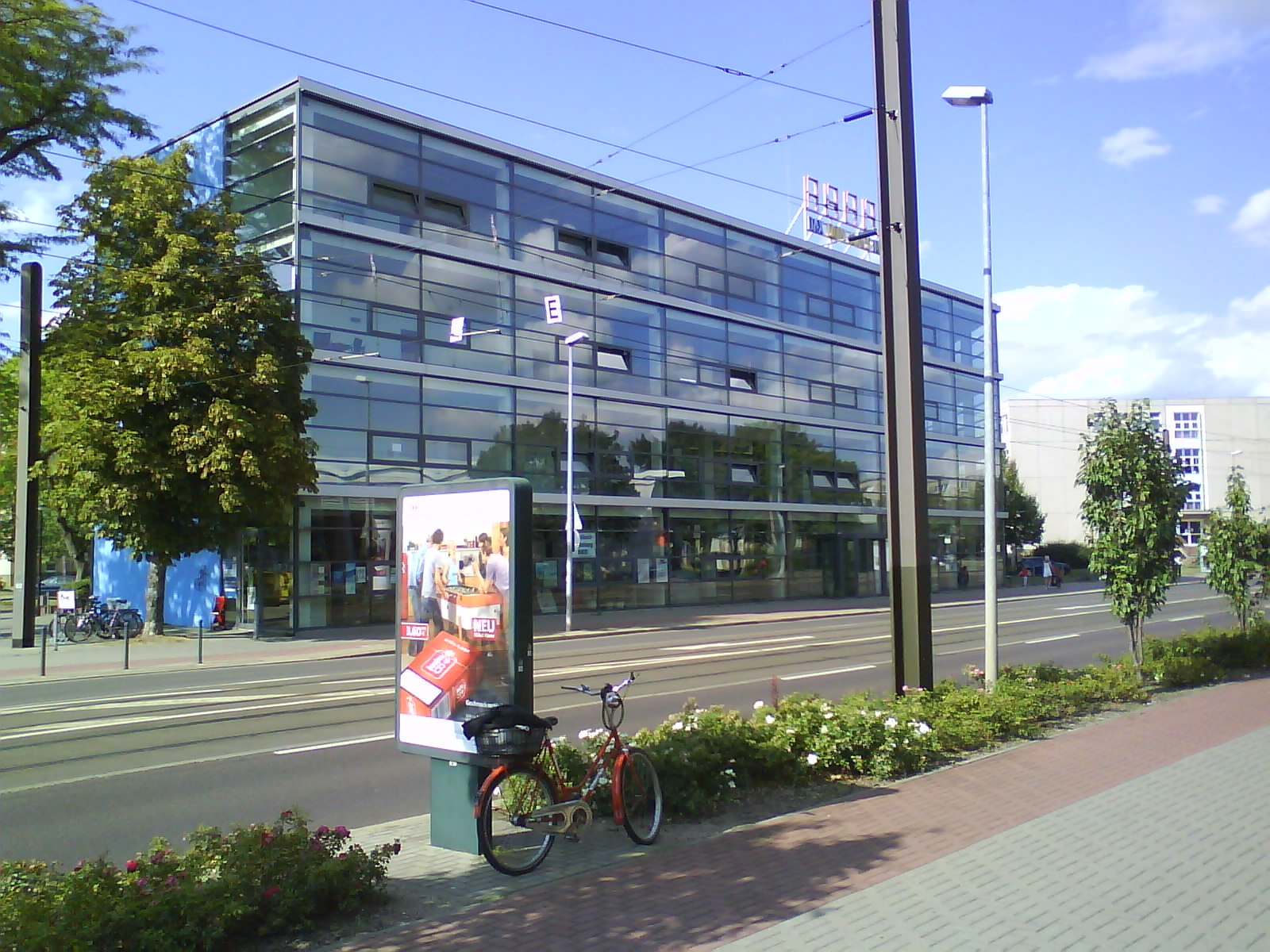
Економічний факультет
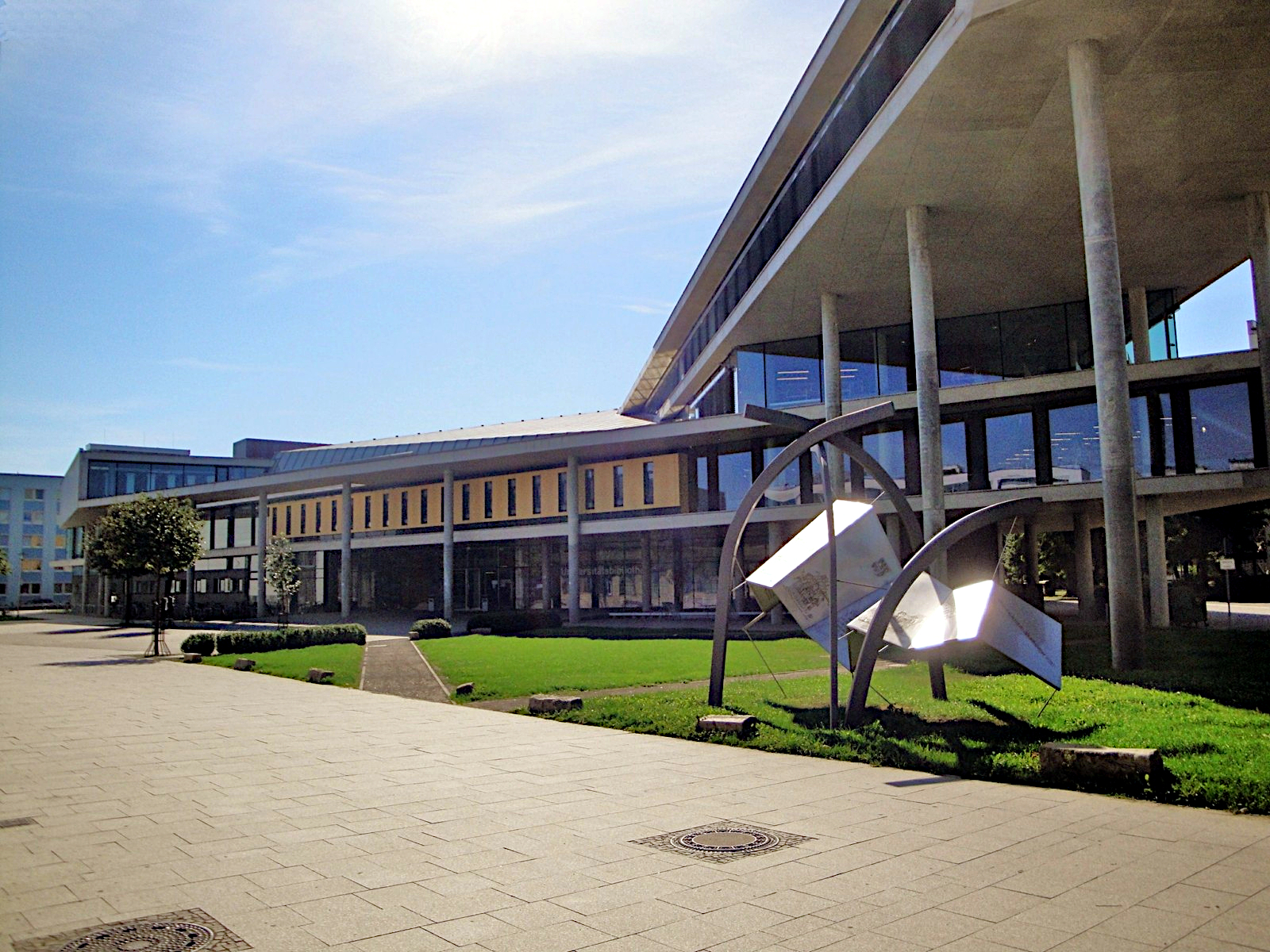
Університетська бібліотека